# Tatort: Rosen für Nadja
Rosen für Nadja ist ein Fernsehfilm aus der Krimireihe Tatort der vom Hessischen Rundfunk (HR) produziert und am 15. Februar 1998 im Programm Das Erste zum ersten Mal gesendet worden. Es handelt sich um die 378. Tatort-Folge und den 18. Fall des Kriminalhauptkommissar Edgar Brinkmann, verkörpert durch Karl-Heinz von Hassel. Brinkmann und sein Team haben es diesmal mit dem Tod eines Unternehmers und dem Mord an seiner tatverdächtigen Tochter kurz darauf zu tun.

## Handlung
Nadja Forster, Geschäftsführerin eines kleinen Varieté-Theaters, das ihrem Vater gehört, besorgt sich eine Pistole, um sich ihres verhassten Vaters Harry zu entledigen, doch fehlt ihr letztlich der Mut, ihn umzubringen. Sie trifft sich mit ihrem Geliebten, dem verheirateten Dr. Peter Tale und erzählt ihm, wie sie von ihrem Vater eingeengt wird und er ihr Leben bestimmt. Als sie dreizehn Jahre alt war, starb ihre Mutter bei einem Verkehrsunfall und er trug eine Gehbehinderung davon, seither hatte er ein sexuelles Verhältnis mit ihr, durch das sie sogar schwanger geworden war. Sie empfindet Hass und Ekel ihrem Vater gegenüber und bittet Peter, ihn zu töten, schließlich könne er doch als der Arzt ihres Vaters diesen vergiften. Harry Forster bekommt das Gespräch mit und bespricht eine Kassette, dass die Polizei im Todesfall die Umstände genau überprüfen solle, da seine Tochter ihm nach dem Leben trachte. Er entzieht zudem Dr. Tale sein Vertrauen, beendet das Patientenverhältnis und beauftragt den kleinwüchsigen Mitarbeiter des Varietés, Ingo Möller, damit, seine Tochter im Auge zu behalten. Ingo belauscht im Theater, wie Peter Nadja erklärt, dass er bei ihrem Mordplan nicht mitmachen könne, kurz darauf erzählt Ingo Nadja, dass er sie ausspionieren soll, versichert ihr aber, auf ihrer Seite zu stehen und ihr beim Mordplan helfen zu wollen, er hasse Harry Forster ebenso wie sie. Ingo schleicht sich in das Schwimmbad Forsters im Keller seiner Villa und will diesen erschießen, Harry fleht um sein Leben und verspricht, Ingo das Varieté-Theater zu überschreiben, wenn er ihn am Leben lässt, als Ingo zustimmen will, fällt der gehbehinderte Harry und ertrinkt in seinem Pool, Ingo flieht, anstatt Harry zu helfen. Auf seiner Flucht lässt Ingo die geplante Tatwaffe in der Villa fallen und muss, da er zugeparkt wurde, die Stoßstangen des Vorder- und Hinterwagens beim Ausparken anfahren, ein empörter Wagenbesitzer merkt sich Ingos Kennzeichen.
Brinkmann und Wegener werden alarmiert und befragen Forsters Sekretärin Eva Sonntag, die den Beamten erzählt, dass ihr Chef sehr egozentrisch war und sich mit seiner Art Feinde gemacht haben könnte. Die ersten Spuren deuten auf einen Unfall hin, aber dann findet Wegener die Waffe, Nadja gibt sich den Beamten gegenüber bestürzt über den Tod ihres Vaters und erklärt, dass er keine Waffe besessen hätte. Als Nadja Peter von dem angeblichen Unfalltod ihres Vaters erzählt, glaubt dieser, Nadja habe ihren Vater umgebracht und macht klar, dass er sich nicht hineinziehen lasse. Brinkmann und Wegener erfahren, dass Forster sowohl gestürzt als auch totgeschlagen worden sein kann, ebenso ist ein Herzanfall denkbar. Bei den Beamten meldet sich Forsters Anwalt und übergibt das Tonband, in dem Forster seine Tochter und seinen Arzt der Mordpläne gegen ihn bezichtigt. Zur gleichen Zeit erstattet Forsters Nachbar Anzeige wegen Unfallflucht, als Halter wird Ingo Möller ermittelt. Brinkmann und Wegener suchen das Varieté-Theater auf, Nadja ist nicht da, Ingo Möller, von dessen Unfallflucht die Beamten noch nichts wissen, gibt an, dass Nadja den ganzen Abend bei der Vorstellung im Theater zugegen war, Wegener findet allerdings in der Schreibtischschublade Nadjas eine Gebrauchsanweisung, die zur am Tatort gefundenen Waffe gehört. Die beiden Beamten suchen Nadja auf, finden diese aber erwürgt in ihrem Haus auf, Nadjas Nachbar Dröge sagt aus, dass er eine blonde Frau hat davon fahren sehen, die wie auf der Flucht wirkte, das Kennzeichen hatte Dröge notiert. Einbruchsspuren sind keine zu finden, die letzte von ihr gewählte Nummer war die von Peter, auch der Wagen, mit dem die Frau davonfuhr, war auf Peter Tale zugelassen.
Die Beamten suchen Tale auf und sehen dessen Frau Bea davonrasen, Peter Tale erzählt Brinkmann, dass seine Frau grundlos eifersüchtig und daher tabletten- und alkoholabhängig sei. Die Beamten konfrontieren Tale mit der aufgezeichneten Verdächtigung Forsters, er bezeichnet diese als Unsinn, von Nadjas Tod gibt er sich schockiert. Brinkmann lässt nach Bea Tale fahnden, diese kann nach einem von ihr verursachten Verkehrsunfall leicht verletzt gestellt werden. Sie räumt ein, vor dem Haus Nadjas gewesen zu sein, um ihre Nebenbuhlerin zur Rede zu stellen, sie habe allerdings nicht geöffnet, gegen die erkennungsdienstlichen Untersuchungen leistet sie hysterisch Gegenwehr. Brinkmann und Wegener sehen Forsters Sekretärin Sonntag in der Gerichtsmedizin, diese spricht den Gerichtsmediziner Prof. Meier an und bittet ihn, die DNA von Forster zu untersuchen. Von den Beamten darauf angesprochen, erzählt Sonntag, dass ihr Sohn Harry Sonntag, der in dem Varieté-Theater als Travestie-Künstler „Harriette Dimanche“ tätig ist, der gemeinsame Sohn von ihr und Forster sei, sie habe es Forster zu Lebzeiten verschwiegen und wolle jetzt die Vaterschaft bewiesen haben, damit ihr Sohn erben kann. Sie hatten in jungen Jahren eine Affäre, Forster hatte sich dann aber für eine reiche Frau entschieden und sie abgefunden. Er hatte ihr sogar Geld für eine Abtreibungsklinik gegeben, sie hatte das Kind aber heimlich doch zur Welt gebracht, erst seit einem halben Jahr ist sie wieder in Frankfurt und hatte die Anstellung als Sekretärin bei Forster angenommen. Brinkmann stößt mittlerweile auf die Meldung von Forsters Todesabend über Ingo Möllers Unfallflucht, auch finden er und Wegener eine Überweisung von Nadja an Ingo Möller am Todestag Forsters. Dröge meldet Brinkmann eine Lieferung vieler Rosen an Nadja Forster, obwohl deren Beerdigung bereits stattgefunden hat. Im Haus Nadjas finden Brinkmann und Wegener Ingo Möller vor, der dort einen Schrein für die Tote aufgebaut hat, die Beamten kündigen an, einen Abgleich der unter den Fingernägeln der Toten gefundenen Hautpartikel mit seiner DNA durchführen zu lassen, daraufhin gesteht Möller. Er war in Nadja verliebt und sie hatte ihn für die Tötung des Vaters nicht nur Geld, sondern auch Sex versprochen, als er diesen einforderte, wies sie ihn zurück und verspottete ihn wegen seiner Kleinwüchsigkeit, daraufhin tötete er sie im Affekt, Möller wird festgenommen.

## Einschaltquoten und Hintergrund
Die Erstausstrahlung von Rosen für Nadja am 15. Februar 1998 erreichte für Das Erste einen Marktanteil von 18,05 Prozent und wurde in Deutschland von 6,81 Millionen Zuschauern gesehen. Die Folge wurde in Frankfurt und Umgebung gedreht.

## Kritik
TV Spielfilm bewertete den „gut besetzten Krimi“ mittelmäßig, kritisierte, „von Hassels altväterliche Art und Heinz Schirks gediegene Regie schläfern ein“ und urteilte: „Etwas zu bieder geratener TV-Krimi“.